# Crystal Lake, Quận Marquette, Wisconsin
Crystal Lake là một thị trấn thuộc quận Marquette, tiểu bang Wisconsin, Hoa Kỳ. Năm 2010, dân số của thị trấn này là 472 người.